# Catonia major
Catonia major är en insektsart som beskrevs av Ronald Gordon Fennah 1950. Catonia major ingår i släktet Catonia och familjen vedstritar. Inga underarter finns listade i Catalogue of Life.